# Konstantin Sergejevič Aksakov
Konstantin Sergejevič Aksakov (rusky Константин Сергеевич Аксаков; 29. březnajul./ 10. dubna 1817greg., Novo-Aksakov, Orenburská gubernie - 7. prosincejul./ 19. prosince 1860greg., ostrov Zakynthos) byl ruský literární kritik a spisovatel a spolu se svým mladším bratrem Ivanem Sergejevičem Aksakovem jeden z tzv. mladších slavjanofilů.

## Život
Narodil se na statku známého spisovatele Sergeje Timofejeviče Aksakova v Orenburské gubernii na jižním Uralu. Od roku 1832 studoval na Moskevské univerzitě filosofii a literaturu a byl silně ovlivněn pojetím dějin a kultury ve filosofii G. W. F. Hegela. Po roce 1840, když se setkal s Kirejevským a s Chomjakovem, se s hegelovským kroužkem rozešel a postavil se do čela slavjanofilů, kteří budoucnost Ruska viděli v navázání na domněle staré slovanské tradice, v protikladu k tzv. západnikům, kteří se orientovali na duchovním a kulturním vývoji západní Evropy.
Když rioku 1855 nastoupil na trůn car Alexandr II. Nikolajevič, obrátil se na něj Aksakov pamětním spisem "O vnitřním stavu Ruska", kde se zasazoval za obnovení "zemského sboru", starého feudálního parlamentu. Podporoval svobodu podle idealizované představy středověké, po obcích organizované ruské společnosti bez nevolnictví a se svobodou vyznání. Zato měl car mít plnou volnost rozhodování ve všech zahraničně-politických otázkách. Carská vláda reagovala mírněji než na revoluční, anarchistické a demokratické směry, přesto byl Aksakov i jeho okruh pod silným policejním dohledem. Po Aksakovově smrti ustoupily sociálně romantické směry slavjanofilství do pozadí a hnutí se orientovalo nacionalisticky.